# IT (linguaggio)
IT (Internal Translator) è stato uno dei primi “linguaggi” per facilitare il calcolo scientifico. IT nasce nel 1957 per il calcolatore IBM 650, ed è opera di A.J. Perlis, J.W. Smith e H.V. Zoeren: IT deriva da un precedente lavoro per il Datatron della Purdue University. Ad IT si ispirarono successivamente RUNCIBLE, GAT, GATE e CORREGATE. Per sfruttare la diffusione dei programmi FORTRAN Bob Bremer sviluppò un traduttore FORTRAN – IT.
La struttura di IT risente della scarsa dotazione di hardware, il calcolatore IBM 650 disponeva di 4000 voci di memoria ed il dispositivo di input aveva, probabilmente, solo lettere maiuscole e numeri.
Le variabili, solamente numeri floating point, hanno nomi tipo Ynnn, Cnnn e Innn dove nnn è un numero, i simboli per operazioni, relazioni ed interpunzioni sono sostituiti da lettere, secondo la tabella qui sotto. Le istruzioni hanno un indirizzo numerico, arbitrario ed inferiore a 650.
| Simbolo         | Codifica |
| --------------- | -------- |
| (               | L        |
| )               | R        |
| .               | J        |
| assegnazione    | Z        |
| =               | U        |
| >               | V        |
| >=              | W        |
| +               | S        |
| -               | M        |
| *               | X        |
| /               | D        |
| potenza         | P        |
| ,               | K        |
| "               | Q        |
| fine istruzione | F        |

Le precedenze fra gli operatori sono stabilite solamente con l’utilizzo delle parentesi.
Oltre all’istruzione di assegnazione, con forma: nn var Z espressione F, ci sono:
- la stampa dei risultati: nn T var1 T var2 ... F,  fino a 4 variabili,
- il salto ad un indirizzo del programma: nn G indirizzo T F, con indirizzo eventualmente in una variabile,
- l’esecuzione condizionata: nn istruzione IF condizione,
- lo stop di programma: nn H F,
- un comando per leggere i dati di input
- un’istruzione di iterazione avente la forma: nn mmK vrbK daK passoK finoa, (nn mm, vrb, da, passo, finoa in versione “leggibile”) dove mm è l’indirizzo finale dell’iterazione, controllata dalla variabile vrb,
- il richiamo di funzioni: nn QnnEK oper1K oper2K ...Q F  (nn ″mmE, oper1, oper2, ...″ in versione “leggibile”), in cui mmè un numero che indica una funzione.

L’esempio che segue è una “verifica” di limx→0 sen(x)/x = 1. Il programma IT è stato interpretato da un programma Icon, che ha generato un codice sorgente in CUPL.
| Comandi IT                      |   |                      | Commento                           |
| ------------------------------- | - | -------------------- | ---------------------------------- |
| 1 C10 Z 0J5                     | F | C10 = 0.5            |                                    |
| 2 C11 Z 0J4                     | F | C11 = 0.4            |                                    |
| 3 C2 Z 0J                       | F | C2 = 0               | C2 somma differenze fra x e sen(x) |
| 8 19K C1K C10K M0J01K C11 M0J1K | F | 19, C1,C10,-0.01,0.1 |                                    |
| 10 Y1 Z Q42EK C1Q               | F | Y1 = "42E, C1"       | Y1 = sen(X)                        |
| 12 C2 Z C2 S LC1 M Y1R          | F | C2 = C2 + (C1 - Y1)  | C2 sommatoria X-Y                  |
| 17 Y4 Z Y1 D C1                 | F | Y4 = Y1 / C1         |                                    |
| 19 T Y4                         | F |                      | print sen(x)/x                     |
| 21 T C2                         | F |                      | print                              |
| 23 C10 Z C10 M 0J1              | F | C10 = C10 - 0.1      |                                    |
| 25 C11 Z C11 M 0J1              | F | C11 = C11 - 0.1      |                                    |
| 27 G 3 IF C10 U 0J4             | F |                      | IF C10 = 0.4 GO 3                  |
| 29 H                            | F |                      | Halt                               |